# Rolando Morán
Comandante Rolando Morán (Quetzaltenango, 29 de diciembre de 1929 - Ciudad de Guatemala, 11 de septiembre de 1998) es el nombre de guerra de Ricardo Arnoldo Ramírez de León, uno de los líderes fundadores de la Unión Revolucionaria Nacional Guatemalteca (URNG), y comandante en jefe del EGP, Ejército Guerrillero de los Pobres. Proveniente de una familia notable de Guatemala, Ricardo Ramírez estudió leyes en la Universidad de San Carlos de Guatemala, que era la única universidad del país en su tiempo. A finales de los años cuarenta trabaja en una importante compañía de construcciones que tenía los contratos de la carretera interamericana, donde se destaca por sus labores sindicales y cae enfermo de tuberculosis. En el hospital donde se encontraba, convocó a una huelga por las malas condiciones de salud en que vivían los obreros.

## Vida política
Durante el gobierno de Jacobo Árbenz (1944-1954) se afilia al Partido Guatemalteco del Trabajo, y es por esta época que conoce a Ernesto Guevara de la Serna, quien llegó a Guatemala en 1954, cuando se encontraba haciendo su viaje por América Latina, iniciándose una amistad que duraría hasta la muerte del Che en 1967.
En 1954, tras la implementación de los proyectos de reforma del gobierno revolucionario de Arbenz con el apoyo logístico del Departamento de Estado de los Estados Unidos, la CIA y la United Fruit Company (UFCO), se produce la invasión del Movimiento de Liberación Nacional y el golpe de Estado en Guatemala que derroca al gobierno; en su lugar se instala una junta militar, que tras varios cambios da lugar a la presidencia del coronel Carlos Castillo Armas. Una de las primeras medidas del gobierno liberacionista fue la abolición del Partido Guatemalteco del Trabajo (PGT), el cual pasó a trabajar desde la clandestinidad; Ricardo Ramírez comenzó así a desarrollar una intensa lucha política clandestina contra el gobierno de Castillo Armas.
El 13 de noviembre de 1960, se produce un intento de golpe de Estado por parte de algunos oficiales del Ejército de Guatemala en contra del general Miguel Ydígoras Fuentes, el cual es rápidamente sofocado por el gobierno.  No obstante, algunos de los oficiales involucrados desertan de las filas castrenses e inician un movimiento guerrillero, siguiendo el modelo de la revolución cubana.  En 1962, Ramírez integra las Fuerzas Armadas Rebeldes, (FAR), una de las primeras organizaciones guerrilleras de Guatemala.
Sin embargo en la década de los setenta se produce una división ideológica en el seno de las FAR, después de la muerte de su comandante Luis Turcios Lima en 1966, en un momento en el que se dudaba acerca de la eficacia de los movimientos guerrilleros y la opción de la guerra como única vía posible a los conflictos de América Latina. Algunos de sus integrantes, convencidos de la necesidad de la lucha armada, se separan y crean la Nueva Organización Revolucionaria de Combate, el 19 de enero de 1972. Poco tiempo después, en su primera conferencia guerrillera, adopta el nombre de Ejército Guerrillero de los Pobres (EGP) (una de las cuatro organizaciones que más tarde conformarían la URNG). Con el nombre de guerra de Rolando Morán será el Comandante en jefe, hasta su disolución en 1997.
El primer contingente guerrillero del EGP se despliega en la selva de Ixcán, al norte del departamento de El Quiché, desarrollando lo que se denominó "Implantación clandestina en el seno de las masas". La principal diferencia del EGP de su antecesor, las FAR, es la relación que el EGP estableció desde el inicio con las comunidades indígenas, incorporando el tema de la igualdad nacional guatemalteca y el problema indígena dentro de sus estatutos y como uno de sus reivindicaciones más importantes, al mismo nivel que todas las demás objetivos de cualquier otra organización radical de izquierda. En diciembre de 1987, el diario mexicano La Jornada entrevisto a Rolando Morán, donde profundizaba en la organización de la guerrilla, y las complicaciones en entablar un diálogo con el gobierno.

### Acuerdos de paz y fallecimiento
El EGP se define desde sus inicios como una organización de ideología Marxista-Leninista, con una joven vanguardia comunista y revolucionaria, adaptada a una estructura militar.
Su influencia se extendería rápidamente al resto de las poblaciones indígenas de Guatemala, sobre todo durante el gobierno del general Efraín Ríos Montt, durante el cual (1982-1983) se aplicó la política de guerra arrasada en la guerra civil guatemalteca contra la población civil, llegándose a hablar de exterminio en diferentes ocasiones. En esta década el EGP llegó a contar con un número de 250,000 combatientes repartidos en diferentes frentes guerrilleros.
- Frente « Comandante Ernesto Guevara» en la Zona Nort-Occidental y selva de Ixcán.
- Frente « Hồ Chí Minh» en la zona de Ixil.
- Frente « Marco Antonio Yon Sosa» en la zona Norte-central.
- Frente « Augusto César Sandino» en la Zona central de Guatemala
- Frente « 13 de Noviembre» en la Zona Oriental.
- Frente « Luis Turcios Lima» en la costa sur
- Frente « Otto René Castillo» en la capital y otras zonas urbanas.

En 1996, Guatemala entra en un proceso de pacificación impulsado por el nuevo Presidente de Guatemala, Álvaro Arzú, para restaurar la democracia en el país centroamericano. Por primera vez un gobierno se decide a dialogar seriamente con la guerrilla a fin de encontrar una salida pacífica al conflicto.
El 29 de diciembre de 1996, la URNG, el Moran y el presidente Álvaro Arzú ponen fin mediante una firma en Oslo a 36 años de guerra civil.
En 1996 recibió el premio por la paz Félix Houphouët-Boigny otorgado por la UNESCO.
La URNG se transformó en un partido político al cual dirigió como Secretario General hasta fallecimiento.

(...)Pertenece a todos los Guatemaltecos realizar una paz durable, democrática y justa en el plano social; digna de integrarse en el modelo mundial en gestación para el futuro y de aportar el esfuerzo nacional. Reafirmemos los sabios principios de nuestros ancestros, los mayas, que se nos unen en el Popol Vuh, libro del pensamiento Maya Quiché. (...) Que todos se levanten, que todos sean llamados, que no haya un grupo ni dos entre nosotros que queden detrás de los demás.
Fragmento del discurso de Ricardo Arnoldo Ramírez de León, Comandante Rolando Morán, por la entrega del premio Félix Houphouët-Boigny, 26 de junio de 1997 en la sede de la Unesco, París, Francia.

El 13 de septiembre de 1998, Rolando Morán falleció de un paro cardiaco en la ciudad de Guatemala.

## Obras publicadas
- Saludos Revolucionarios: La Historia reciente de Guatemala desde la óptica de la lucha guerrillera, (1984-1996)